# طرغول كبير
طرغول كبير (الاسم العلمي: Tragulus napu) (بالإنجليزية: Greater Malay Chevrotain or Greater mouse-deer or Balabac chevrotain)‏ هو نوع من الحيوانات يتبع جنس الطرغول من الفصيلة الطرغولية.